# 月形龍之介
月形 龍之介（つきがた りゅうのすけ、1902年（明治35年）3月18日 - 1970年（昭和45年）8月30日）は、日本の俳優。本名は門田 潔人（もんでん きよと）。俳優の月形哲之介は息子。
戦前から戦後の約半世紀の間時代劇スターとして活躍し、阪東妻三郎、大河内伝次郎、片岡千恵蔵、嵐寛寿郎、市川右太衛門、長谷川一夫とともに「七剣聖」と呼ばれた。戦前期はニヒルな剣士役で人気を得、伊藤大輔監督の『斬人斬馬剣』などの名作に主演した。戦後は渋みと風格のある脇役となり、悪役も演じた。戦後の当たり役は水戸光圀で、14本のシリーズ作品がある。晩年はテレビドラマにも出演。生涯に出演した映画は約500本以上に上る。

## 来歴・人物
1902年（明治35年）3月18日（火曜日）、宮城県遠田郡小牛田村（現在の美里町）に父・政司郎、母・ちとせの次男として生まれる。
1906年（明治39年）、北海道岩見沢町で橘屋という劇場を経営していた叔父・門田養吉の養子となり、成長すると活動写真や芝居に親しむようになった。1914年（大正3年）、岩見沢尋常高等小学校を1年で中退し、雑貨屋に奉公。1916年（大正5年）、橘屋が焼失して東京に出ていた叔父を頼って上京し、旧制荏原中学に入学。剣道が得意で、三段の腕前だったという。しかし、女学生と恋愛問題を起こして中退することになり、その後は三田英語学校に転学した。
1917年（大正6年）、東京電機に入社したのを経て、1918年（大正7年）に幡ケ谷のタングステン工場に勤めるが、翌1919年（大正8年）に恋愛関係にあった志村サトと駆け落ち同然で京都へ行き、自活をするため映画俳優を志すようになる。

### 映画俳優へ
1920年（大正9年）6月、牧野省三が設立した日活関西撮影所俳優養成所に第1期生として入り、中村東鬼蔵を芸名とする。養成所仲間には高木新平がいた。9月公開の尾上松之助主演『仙石権兵衛』での端役が映画デビュー作となり、同年には志村サトと結婚している。翌1921年（大正10年）、牧野の日活退社とともに養成所も解散。中村末之助一座に加わって地方巡業を行い、市川左莚次の付き人をしたが、心臓脚気で一座を抜けて京都に帰っている。
1922年（大正11年）、牧野教育映画製作所に入社、端役として出演した後、1923年（大正12年）にマキノ映画製作所等持院撮影所に入社。阪東妻三郎主演の『鮮血の手形』や『燃ゆる渦巻』などに端役で出演し、『栗飯の焚ける間』で高木と共演。次第に頭角を現し、1924年（大正13年）に『黒母坂』の敵役で牧野に認められ、出世作とした。この頃に門田東鬼蔵と改名し、7月公開の『討たるゝ者』（阪妻主演）で準主演。同作公開後に寿々喜多呂九平が名付け親となり、月形龍之介に改名した。芸名の由来については、「月形半平太」と「机龍之介」を合成した説や、彼の育った岩見沢の近くにあった月形村に関連があるという説がある。
同年8月、マキノは東亜キネマに吸収合併され、同社で『復讐の日』で阪妻と共演後、沼田紅緑監督『刃光』で初主演。1925年（大正14年）6月、牧野は東亜キネマから独立してマキノ・プロダクションを設立、月形もそこへ移り、『修羅八荒』『裁かるゝ者』『転落』などに主演、市川右太衛門と「マキノを担う両星」と謳われた。しかし1926年（大正15年）、妻子ある身でありながら、作品で何度も共演してきたマキノ輝子と不倫し、駆け落ちをした挙句、一女を儲けている。これでマキノを一時解雇され、映画界を去ったが、直木三十五らが間に立って、同年12月に輝子と別れてマキノに復社。東京のスタジオで撮った『涙』が復帰第1作となった。

### 月形プロ設立
1928年（昭和3年）、『忠魂義烈 実録忠臣蔵』で清水一角を演じた後、3月にマキノを退社し、マキノとの配給提携を条件にツキガタプロダクションを設立（会社登記のミスで正式にはプロタクション）、芸名も月形陽候に改名した。プロダクションには井上金太郎や悪麗之助らも参加している。同プロでは全部で8本の作品を製作したが、翌1929年（昭和4年）、『剣士・沖田総司』を終作にプロダクションを解散。松竹と実演契約を結び、一党を引き連れて松竹系劇場を巡演後、8月に一党と松竹下加茂撮影所に入社。芸名も月形龍之介に戻し、自らの企画で『斬人斬馬剣』『白野弁十郎』『弥藤太昇天』に主演。中でも伊藤大輔が監督した『斬人斬馬剣』は、百姓一揆を真正面から扱った作品で、「傾向映画」の代表作として名作との呼び声が高い作品である。
1931年（昭和6年）5月、トーキー映画の製作を目指して再び独立、月形プロダクションを立ち上げ、奈良県の生駒山に撮影所を構えた。第1作は直木原作・冬島泰三監督の『舶来文明街』だが、映音システムの録音機の不備でパート・トーキーとなり、興行的にも失敗。しかし、キネマ旬報ベストテンに第5位でランクインされるという、高評価を得ている。翌1932年（昭和7年）にはオール・トーキーで『暁の市街戦』を製作するが、この2作で15万円の負債を抱え、プロダクションは解散した。

### 映画会社を転々と
同年5月、東活映画社に入社し、5本の作品に出演するが、10月に同社は解散。その後は日本における映画俳優のフリー契約者第1号として、1933年（昭和8年）に片岡千恵蔵プロダクションに招かれ、伊藤監督『堀田隼人』の家老・千坂兵部役で助演。同年、南光明、浅香新八郎らと日本フリーランサー協会を結成。志波青果が興した朝日映画連盟で2作に出演後、12月に新興キネマへ入り、入江ぷろだくしょん提携作『神風連』で入江たか子を相手役に主演。
1935年（昭和10年）、再びフリーとなり、同年10月にマキノトーキー製作所に参加。同社第1回作品の『江戸噺鼠小僧』は月形が原作を書いた作品である。1936年（昭和11年）、P.C.L映画製作所の『桃中軒雲右衛門』に主演。同年6月、マキノトーキーを退社し、1937年（昭和12年）5月に日活京都撮影所に入社。主演作も多いが、片岡千恵蔵や嵐寛寿郎との共演作も多い。1940年（昭和15年）公開の『宮本武蔵』では、佐々木小次郎を演じた（武蔵は片岡千恵蔵）。同年12月日活を退社し、またフリーとなった。
1942年（昭和17年）4月、大映に入社。この頃から脇役を演じることが多くなるが、黒澤明監督の『姿三四郎』で檜垣源之助、稲垣浩監督の『無法松の一生』で結城重蔵を演じ、重厚な演技で場面を引き締めることに貢献している。
戦後、GHQによって剣戟映画が禁止され、現代劇に出演するようになり、1949年（昭和24年）公開の『透明人間現わる』では、あらゆる物質を透明にしてしまう薬品を開発した科学者という、それまでに経験したことがない役どころを演じており、実年齢より大幅に上まわるこの老け役に、抑えた重みのある演技で謎めいた雰囲気を付加することに成功している。

### 東映時代劇へ

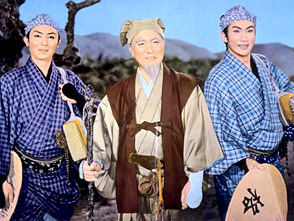
『水戸黄門 天下の副将軍』（1959年）左から東千代之介、月形、里見浩太郎。

同年、東横映画に入り、脇役として活躍する一方で後進の指導にも当たる。1951年（昭和26年）、東横映画と太泉映画が東京映画配給に吸収合併され、東映株式会社に商号変更。月形は東映京都撮影所に入り、片岡千恵蔵と市川右太衛門に続く東映時代劇の重鎮として活躍。新参者でありながら仲間からは「おっさん」「ガタさん」などのあだ名で呼ばれて親しまれた。月形は実際に老けて見えたので、この頃から老人役が増えていった。1954年（昭和29年）からは『水戸黄門漫遊記』シリーズで水戸黄門を演じ、今日の水戸黄門のイメージを定着させた。他にも大久保彦左衛門、『大菩薩峠』の裏宿の七兵衛、『新吾十番勝負』の武田一真などを演じて評判を呼んだ。また、悪役も多く演じ歴代最高の吉良上野介でもあった。

### 晩年
晩年は、撮影中の骨折(1954年落馬事故)の後遺症及び慢性関節リウマチの悪化で殺陣が厳しい身となり、ロングショットや後ろ姿は息子の月形哲之介がスタントを演じ座った状態の場面が多くなった。1964年（昭和39年）の東映退社後はテレビドラマへの出演などを中心としていた。
1970年（昭和45年）8月30日（日曜日）、脳出血のため京都市東山区の大和病院で死去。68歳没。
朋友の片岡千恵蔵は号泣しながら「ガタさん早すぎるよ、あんまりじゃないか」とその死を悼んだ。

## 出演作品

### 映画

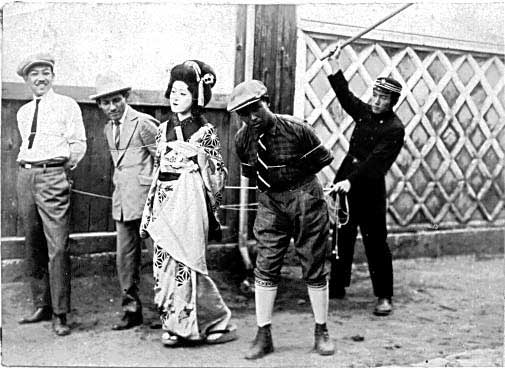
『探偵綺譚 文明の復讐』（1925年）のオフショット。左から寿々喜多呂九平、不明、マキノ輝子、金森萬象、月形。

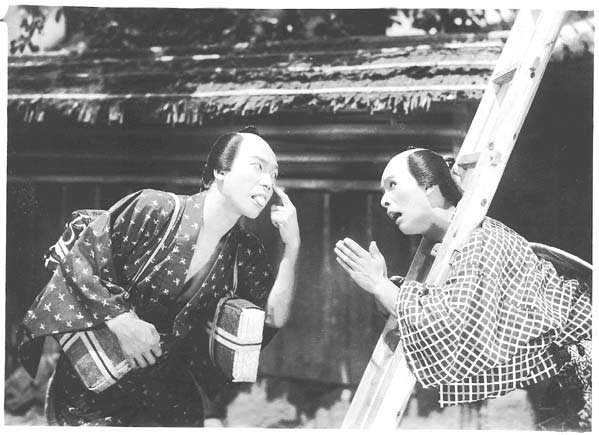
『弥次喜多はしご道中』（1930年）のスチル写真。月形（左）、廣田昴（右）。

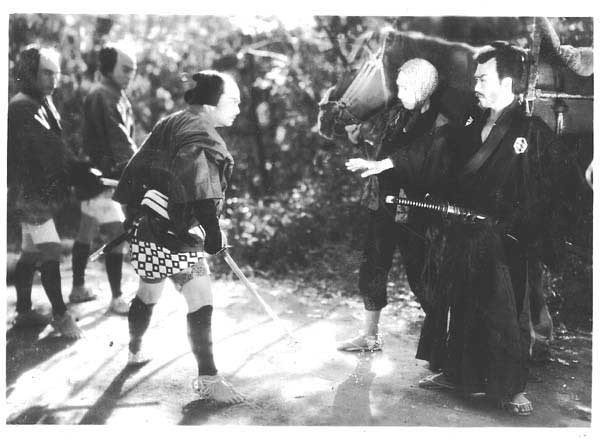
『忠次売出す』のスチル写真。右から月形、馬を引く市川朝太郎、刀を抜く尾上松緑。

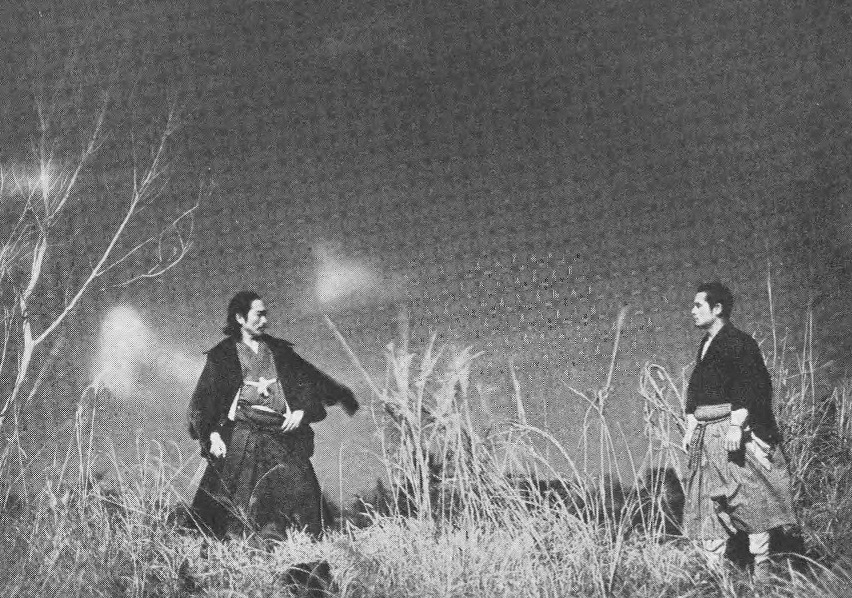
『姿三四郎』（1943年）

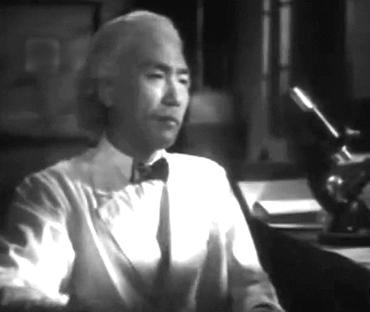
『透明人間現わる』（1949年）

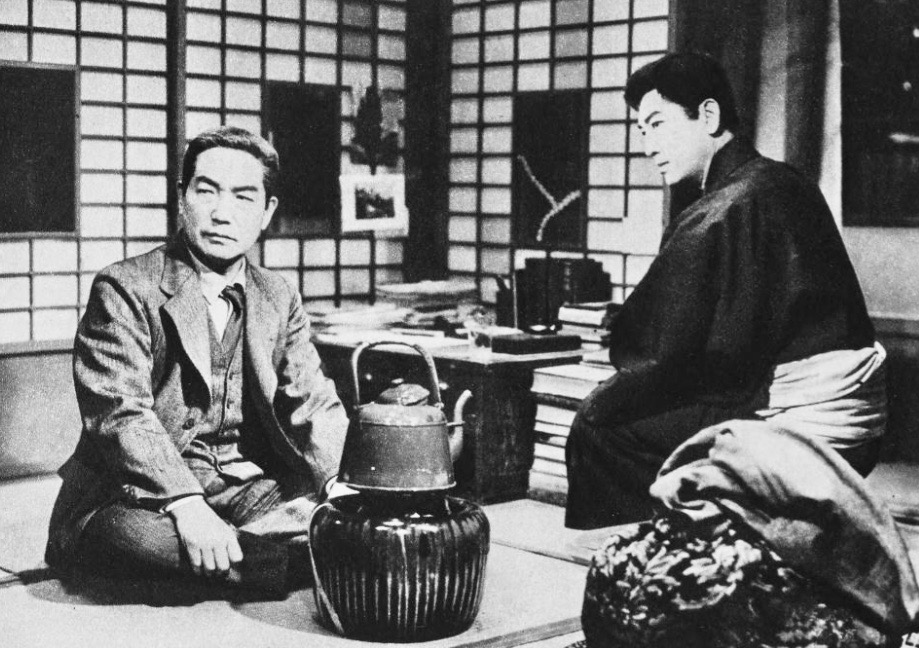
『人生劇場 飛車角』（1963年）

- 火の車お萬（1923年、マキノ） - 乾分権三
- 栗飯の焚ける間（1924年、マキノ） - 武林無力之助
- 血桜（1924年、マキノ） - 船頭
- 討たるゝ者（1924年、マキノ） - 阪部京之助
- 刃光　前後篇（1924年、東亜） - 柳妻龍三
- 毒刃 前中後篇（1924年、東亜） - 乾狐兎之介
- 戦国時代（東亜） - 望月大助
  - 第一篇（1924年）
  - 第二篇（1925年）
  - 第三篇（1925年）
- 江戸怪賊伝 影法師 前後篇（1925年、東亜） - 清見潟平馬
- 三人姉妹 前中後篇（1925年、東亜） - 魚屋の健次
- 落花の舞 前後篇（1925年、東亜） - 大政
- 外道（1926年、マキノ） - 和泉子泉三郎
- 修羅八荒（マキノ） - 浅香恵之助
  - 第一篇（1926年）
  - 第二篇（1926年）
  - 第三篇（1926年）
  - 解決篇 前後篇（1926年）
- 転落（1926年、マキノ） - 三木左内
- 悪魔の星の下に（1927年、マキノ） - 日根野兵之助
- 道中悲記（1927年、マキノ） - 槍持権八
- いろは仮名四谷怪談 前後篇（1927年、マキノ） - 民谷伊右衛門
- 砂絵呪縛（マキノ） - 勝浦孫之丞
  - 第一篇（1927年）
  - 第二篇（1927年）
  - 終篇（1927年）
- 盛綱（1927年、マキノ） - 佐々木三郎兵衛盛綱
- 忠魂義烈 実録忠臣蔵（1928年、マキノ） - 清水一角
- 酒毒の剣法（1928年、ツキガタプロ） - 雨田鉄五郎
- 敵討破れ傘（1928年、ツキガタプロ） - 日下部源十郎
- 海賊船（1928年、ツキガタプロ） - 那珂丸
- 斬人斬馬剣（1928年、松竹） - 十時来三郎
- 白野弁十郎（1929年、松竹） - 白野弁十郎
- 荒木又右衛門（1930年、松竹） - 荒木又右衛門
- 紅蝙蝠（松竹） - 戸並長八郎
  - 第一篇（1931年）
  - 第二篇 勇躍血戦の巻（1931年）
  - 第三篇 血涙戸並長八郎の巻（1931年）
- 舶来文明街（1931年、月形プロ） - 青砥伴作、伴作に似た男、若王子男爵
- 暁の市街戦（1932年、月形プロ）
- 堀田隼人（1933年、千恵プロ） - 千坂兵部
- 天保水滸伝（1934年、新興キネマ） - 勢力富五郎
- 若衆髷（1934年、新興キネマ） - 辻堂寺覚之助
- 忠次売出す （1935年、新興キネマ） - 九鬼伝蔵
- 新納鶴千代（1935年、新興キネマ） - 有村次左衛門
- 暁の麗人（新興キネマ） - 社会部長吾妻
  - 前篇 千賀子の巻（1935年）
  - 後篇 弓子の巻（1935年）
- 國定忠治 信州子守唄（1936年、マキノトーキー） - 国定忠治
- 丹下左膳（マキノトーキー） - 丹下左膳、大岡忠相
  - 丹下左膳 乾雲必殺の巻（1936年）
  - 丹下左膳 坤竜呪縛の巻（1936年）
- 桃中軒雲右衛門（1936年、P.C.L.） - 桃中軒雲右衛門
- 女殺油地獄（1936年、千恵プロ） - 三室新左衛門
- 荒木又右衛門（1936年、千恵プロ） - 河合甚左衛門
- 月形半平太（1937年、大日本天然色映画） - 月形半平太
- 大阪夏の陣（1937年、松竹） - 柳生但馬守
- 浅野内匠頭（1937年、千恵プロ） - 吉良上野介
- 忠臣蔵 地の巻・天の巻（1938年、日活） - 原惣右衛門、小林平八郎
- 次郎長一家（1938年、日活） - 清水次郎長
- 出世太閤記（1938年、日活） - 織田信長
- 続水戸黄門廻国記（1938年、日活） - 柴山国之進
- 王政復古（1939年、日活） - 中岡慎太郎
- 海援隊（1939年、日活） - 坂本龍馬
- 天狗廻状（日活） - 宗像近江守、怪老人
  - 天狗廻状 魔刃の巻（1939年）
  - 天狗廻状 刀影の巻（1940年）
- 宮本武蔵（日活） - 佐々木小次郎
  - 宮本武蔵 草分の人々・栄達の門（1940年）
  - 宮本武蔵 剣心一路（1940年）
- 討入前夜（1941年、日活） - 大石内蔵助
- 羅生門（1941年、新興キネマ） - 源頼光
- 川中島合戦（1941年、東宝） - 足守小平太
- 梅里先生行状記 龍神剣（1942年、東宝） - 藤井紋太夫
- 独眼龍政宗（1942年、大映） - 片倉小十郎
- お市の方（1942年、大映） - 織田信長
- 姿三四郎（1943年、東宝） - 檜垣源之助
- 二刀流開眼（1943年、大映） - 宍戸梅軒
- 決闘般若坂（1943年、大映） - 宍戸梅軒
- 無法松の一生（1943年、大映） - 結城重蔵
- 浪曲忠臣蔵（1943年、東宝） - 大石内蔵助
- 續姿三四郎（1945年、東宝） -  檜垣源之助
- 花婿太閤記（1945年、大映） - 織田信長
- 多羅尾伴内シリーズ（大映）
  - 七つの顔（1946年） - 野々宮信吾
  - 三十三の足跡（1948年） - 川上敏夫
- 深夜の市長（1947年、松竹） - 深夜の市長
- 壮士劇場（1947年、大映） - 島尾通秋
- 素浪人罷り通る（1947年、大映） - 松平伊豆守　『素浪人罷通る』松平伊豆守は大友柳太郎。月形は出演していない
- にっぽんGメンシリーズ（東横映画）
  - にっぽんGメン（1948年） - 藤沢刑事部長
  - にっぽんGメン 第二話 難船崎の血闘（1950年） - きすぐれの弥太郎
- ジャコ萬と鉄（1949年、東宝） - ジャコ万
- 透明人間現わる（1949年、大映） - 中里謙造
- 女殺油地獄（1949年、大映） - 和泉屋太兵衛
- 佐々木小次郎 第一・二部（東宝） - 南屋十兵衛
- 銭形平次捕物控シリーズ（東横映画）
  - 銭形平次捕物控 七人の花嫁（1950年）
  - 銭形平次捕物控 毒殺魔殿（1950年） - ほとけの伝七
- いれずみ判官シリーズ
  - いれずみ判官 桜花乱舞の巻（1950年、東横映画）
  - いれずみ判官 落花対決の巻（1950年、東横映画）
  - 喧嘩奉行（1955年、東映） - 白翁
  - 火の玉奉行（1958年、東映） - 牧田備前守
  - たつまき奉行（1959年、東映） - 杉戸屋平右衛門
  - 江戸っ子判官とふりそで子僧（1959年、東映） - 富士見の島蔵
  - 御存じ いれずみ判官（1960年、東映） - 雪翁
- 俺は用心棒（1950年、東横映画） - 横田権兵衛
- 殺陣師段平（1950年、東横映画） - 市川段平
- 千石纏（1950年、東横映画） - 組頭勘兵衛
- おぼろ駕籠（1951年、松竹） - 本多内蔵介
- 鞍馬天狗 角兵衛獅子（1951年、松竹） - 近藤勇
- 水戸黄門漫遊記 飛龍の剣（1951年、大映） - 安藤内匠
- 大江戸五人男（1951年、松竹） - 魚屋宗五郎
- 旗本退屈男 唐人街の鬼（1951年、東映） - 拓殖内蔵頭
- 新撰組（東映） - 近藤勇
  - 新撰組 京洛風雲の巻（1952年）
  - 新撰組 池田屋騒動（1952年）
  - 新撰組 魔剣乱舞（1952年）
- 元禄水滸伝（1952年、宝塚映画） - 寺坂吉右衛門
- 犬姫様（1952年、新東宝） - 琵琶の三郎次
- 風流活殺剣（1952年、松竹） - 扇谷十兵衛
- 乞食大将（1952年〈製作は1945年〉、大映） - 黒田甲斐守長政
- お洒落狂女（1952年、東映） - 松平越中守
- 赤穂城（1952年、東映） - 片岡源五右衛門
- 續 赤穂城 （1952年、東映） - 片岡源五右衛門
- あばれ大名 後篇（1952年、東映） - 遠山左衛門尉
- 修羅八荒（1952年、東映） - 陣場弥十郎
- 牛若丸（1952年、松竹） - 新田ノ太郎吉光
- 清水の次郎長伝（1952年、新東宝） - 清水次郎長
- 流賊黒馬隊シリーズ（東映） - 遠山右門之助
  - 流賊黒馬隊 暁の急襲（1952年）
  - 流賊黒馬隊 月下の対決（1952年）
- 人生劇場（東映） - 吉良常
  - 第一部 青春愛欲篇（1952年）
  - 第二部 残侠風雲篇（1953年）
- 江戸いろは祭り（1953年、松竹） - め組の辰五郎
- 疾風からす隊（1953年、松竹） - 中久保主水
- 女間者秘聞 赤穂浪士（1953年、東映） - 片岡源五右衛門
- 大菩薩峠 甲源一刀流（1953年、東映） - 島田虎之助
- 新書太閤記 流転日吉丸（1953年、東映） - 蜂須賀小六
- 残波岬の決闘（1953年、新東宝） - 野国弁岳
- 源太時雨（1953年、宝プロ） - 大前田栄五郎
- あばれ獅子（1953年、松竹） - 島田虎之助
- 風雲八万騎（1953年、東映） - 大久保彦左衛門
- 山を守る兄弟（1953年、松竹） - 間部越中守
- 鬼伏せ街道（1953年、東映） - 政五郎
- 旗本退屈男シリーズ（東映）
  - 旗本退屈男 どくろ屋敷（1954年） - 西崎兵庫
  - 旗本退屈男 謎の怪人屋敷（1954年） - 徳川綱吉
  - 旗本退屈男 謎の決闘状（1955年） - 小野忠常
  - 旗本退屈男 謎の紅蓮塔（1957年） - 神坂道節
  - 旗本退屈男 謎の蛇姫屋敷（1957年） - 松平左近将監
  - 旗本退屈男（1958年） - 角倉十太夫
  - 旗本退屈男 謎の幽霊島（1960年） - 伴夢斎
  - 旗本退屈男 謎の暗殺隊（1960年） - 坂崎民部之助
  - 旗本退屈男 謎の七色御殿（1961年） - 宗像寛山
- 真田十勇士（1954年、東映） - 真田幸村
- 殴り込み二十八人衆（1954年、東映） - 清水次郎長
- 水戸黄門漫遊記シリーズ（東映） - 水戸光圀（水戸黄門）
  - 水戸黄門漫遊記 女郎蜘蛛の巻・妖血復讐鬼の巻・破邪義剣の巻（1954年）
  - 水戸黄門漫遊記 副将軍初上り（1954年）
  - 水戸黄門漫遊記 地獄極楽大騒ぎ（1954年）
  - 水戸黄門漫遊記 闘犬崎の逆襲（1954年）
  - 水戸黄門漫遊記 火牛坂の悪鬼（1955年）
  - 水戸黄門漫遊記 幽霊城の佝僂男（1955年）
  - 水戸黄門漫遊記 怪力類人猿（1956年）
  - 水戸黄門漫遊記 怪猫乱舞（1956年）
  - 水戸黄門漫遊記 人喰い狒々（1956年）
  - 水戸黄門漫遊記 鳴門の妖鬼（1956年）
  - 水戸黄門（1957年）
  - 水戸黄門 天下の副将軍（1959年）
  - 水戸黄門（1960年）
  - 水戸黄門 助さん格さん大暴れ（1961年）
- 新諸国物語 笛吹童子（東映） - 赤柿玄蕃
  - 第一部 どくろの旗（1954年）
  - 第二部 幼術の闘争（1954年）
  - 第三部 満月状の凱歌（1954年）
- 妖異忠臣蔵（1954年、東映） - 千坂兵部
- 鞍馬天狗 疾風八百八町（1954年、宝塚映画） - 幻庵
- 恋しぐれ 浅間の火祭（1954年、東映） - 伝兵衛
- 右門捕物帖 まぼろし変化（1954年、宝塚映画） - 松平伊豆守
- お坊主天狗 前後篇（1954年、東映） - 大庭隼人
- 岩見重太郎 決戦天の橋立（1954年、東映） - 塙団右衛門
- 大岡政談シリーズ（東映） - 大岡越前守
  - 大岡政談 血煙地蔵（1955年）
  - 大岡政談 黄金夜叉（1955年）
- 血槍富士（1955年、東映） - 藤三郎
- 彦佐と太助シリーズ（東映） - 大久保彦左衛門
  - 彦佐と太助 俺は天下の御意見番（1955年）
  - 彦佐と太助 殴り込み吉田御殿（1955年）
- 阿修羅四天王（1955年、東映） - 土屋越前守
- あばれ纏千両肌（1955年、東映） - 伊集院帯刀
- 闇太郎変化（1955年、東映） - 矢部左近将監
- 源義経（1955年、東映） - 武蔵坊弁慶
  - 続源義経（1956年、東映） - 武蔵坊弁慶
- 紅顔の若武者 織田信長（1955年、東映） - 平手政秀
- 獅子丸一平（1955年、東映） - 新宮寺光春
- 薩摩飛脚（1955年、東映） - 覚眞和尚
- 雄呂血の秘宝（1955年、東映） - 京極主計頭
- 羅生門の妖鬼（1956年、東映） - 袴垂保輔
- 晴姿一番纏（1956年、東映） - 水島勘左衛門
- 赤穂浪士 天の巻・地の巻（1956年、東映） - 吉良上野介
- 逆襲獄門砦（1956年、東映） - 脇群太夫
- 妖蛇の魔殿（1956年、東映） - 大蛇丸
- 鞍馬天狗シリーズ（東映）
  - 鞍馬天狗 白馬の密使（1956年） - 近藤勇
  - 鞍馬天狗 角兵衛獅子（1957年） - 近藤勇
  - 鞍馬天狗 御用盗異聞（1957年） - 勝安房
  - 鞍馬天狗（1959年） - 近藤勇
- 魔像（1956年、東映） - 大岡越前守
- 新諸国物語 七つの誓い（東映） - 加賀爪丹波
  - 七つの誓い 黒水仙の巻（1956年）
  - 七つの誓い 奴隷船の巻（1957年）
  - 七つの誓い 凱旋歌の巻（1957年）
- 曽我兄弟 富士の夜襲（1956年、東映） - 工藤祐経
- 新春オールスター映画（東映）
  - 任侠清水港（1957年） - 黒駒の勝蔵
  - 任侠東海道（1958年） - 武井の安五郎
  - 任侠中仙道（1960年） - 島の伊三郎
- 花まつり男道中（1957年、東映） - 観音の鉄五郎
- 青雲の鬼（1957年、東映） - 水野越前守
- 隼人族の叛乱（1957年、東映） - 二階堂兼親
- 股旅男八景 殿さま鴉（1957年、東映） - 岡村屋辰吉
- 大菩薩峠（東映） - 裏宿の七兵衛
  - 大菩薩峠（1957年）
  - 第二部（1958年）
  - 完結篇（1959年）
- ゆうれい船（1957年、東映） - 松永弾正
- 赤穂義士（1957年、東映） - 天野屋利兵衛
- ジェット機出動 第101航空基地（1957年、東映） - 小谷二佐
- おしどり駕籠（1958年、東映） - 黒木兵部
- 一心太助シリーズ（東映） - 大久保彦左衛門
  - 江戸の名物男 一心太助（1958年）
  - 一心太助 天下の一大事（1958年）
  - 一心太助 男の中の男一匹（1959年）
  - 一心太助 男一匹道中記（1963年）
- 直八子供旅（1958年、東映） - 黒塚の多九蔵
- 丹下左膳シリーズ（東映）
  - 丹下左膳（1958年） - 大岡越前守
  - 丹下左膳 怒濤篇（1959年） - 大岡越前守
  - 丹下左膳 妖刀濡れ燕（1960年） - 根来一角
- 少年三国志 第一・二部（1958年、東映） - 毛利曹左衛門
- 怪猫からくり天井（1958年、東映） - 小森半左衛門
- 新撰組（1958年、東映） - 関兵庫
- 国定忠治（1958年、東映） - 御室の勘助
- 剣は知っていた 紅顔無双流（1958年、東映） - 柳生石舟斎
- 喧嘩太平記（1958年、東映） - 松平彦九郎
- 隠密七生記（1958年、東映） - 阿部備後守
- 紫頭巾（1958年、東映） - 海老沢頼母
- 若さま侍捕物帳 紅鶴屋敷（1958年、東映） - 覚全和尚
- 喧嘩笠（1958年、東映） - 大前田栄五郎
- 忠臣蔵 桜花の巻・菊花の巻（1959年、東映） - 橋本平左衛門
- 新吾十番勝負シリーズ（東映） - 武田一真
  - 新吾十番勝負（1959年）
  - 新吾十番勝負 第二部（1959年）
  - 新吾十番勝負 第三部（1960年）
  - 新吾十番勝負 完結篇（1960年）
  - 新吾二十番勝負 完結篇（1963年）
- 独眼竜政宗（1959年、東映） - 伊達輝宗
- 大岡政談 千鳥の印籠（1959年、東映） - 坂田権太夫
- 天下の伊賀越 暁の血戦（1959年、東映） - 川合甚左衛門
- 百万両五十三次（1959年、東映） - 堀田備中守
- 風雲児 織田信長（1959年、東映） - 平手政秀
- 右門捕物帖 地獄の風車（1960年、東映） - 戸田内膳
- 天保六花撰 地獄の花道（1960年、東映） - 北村大膳
- 大岡政談 魔像篇（1960年、東映） - 壁辰
- 草間の半次郎 霧の中の渡り鳥（1960年、東映） - 中富十兵衛
- 親鸞（1960年、東映） - 法然
- 壮烈新選組 幕末の動乱（1960年、東映） - 伊東甲子太郎
- 海賊八幡船（1960年、東映） - 村上入道
- 孤剣は折れず 月影一刀流（1960年、東映） - 柳生但馬守宗矩
- 尾張の暴れ獅子（1961年、東映） - 加納遠江守
- 江戸っ子奉行 天下を斬る男（1961年、東映） - 丹羽遠江守
- 赤穂浪士（1961年、東映） - 吉良上野介
- 富士に立つ若武者（1961年、東映） - 源義朝
- 幽霊島の掟（1961年、東映） - 呂宋屋滝右衛門
- 万年太郎と姐御社員（1961年、東映） - 大田黒老人
- 反逆児（1961年、東映） - 織田信長
- 天下の御意見番（1962年、東映） - 大久保彦左衛門
- 源九郎義経（1962年、東映） - 大江広元
- まぼろし天狗（1962年、東映） - 松永大記
- 紀州の暴れん坊（1962年、東映） - 俊海和尚
- 稲妻峠の決斗（1962年、東映） - 上泉伊勢守
- 宮本武蔵 般若坂の決斗（1962年、東映） - 日観
- 勢揃い東海道（1963年、東映） - 黒駒の勝蔵
- 人生劇場 飛車角（1963年、東映） - 吉良常
- 中仙道のつむじ風（1963年、東映） - 小田井の甚兵衛
- 秘剣 （1963年、東宝） - 宮本武蔵
- 無法の宿場（1963年、東映） - 根津軍兵衛
- 関の弥太ッぺ（1963年、東映） - 田毎の才兵衛
- 十三人の刺客（1963年、東映） - 牧野靭負
- 人斬り笠（1964年、東映） - 鬼の平十郎
- 第三の忍者（1964年、東映） - 武田信玄
- 博徒（1964年、東映） - 太田房五郎
- 侠勇の花道 ドス (1966年、松竹)
- 花と龍（1965年、東映） - 吉田磯吉
- 組織暴力 (1967年、東映)
- 風林火山（1969年、三船プロ） - 笠原清重
- やくざ非情史 血の盃 (1969年、日活)
- ちゃんばらグラフィティー 斬る!（1981年、東映）

### テレビ
- ブラザー劇場 / ブラザー劇場・水戸黄門（1964年、TBS） - 水戸光圀
- それからの武蔵（1964年、MBS） - 宮本武蔵
- 新吾十番勝負（1966年、TBS / 松竹テレビ室）- 真崎備前
- 銭形平次（CX）
  - 第103話「平次一番纏」（1968年） - 鉄五郎
  - 第214話「老岡っ引の涙」（1970年） - 橋場の久兵衛
- カツドウ屋一代（1968年、NET） - 藤野齋
- 素浪人 月影兵庫（NET）
  - 第2シリーズ 第77話「タカがトンビを生んでいた」（1968年） - 八十川典山吉兼
  - 第2シリーズ 第96話「泣く子とお酒には弱かった」（1968年）
- 妖術武芸帳（1969年、TBS） - 香火主殿
- 素浪人 花山大吉 第22話「胴より首が長かった」（1969年、NET）
- ナショナル劇場・水戸黄門 第1部 第19話「どっこい生きてた湊川-湊川-」（1969年、TBS） - 辰蔵
- 天を斬る 第11話「倅は武士」(1969年、NET)